# Headphone Children
Headphone Children (ヘッドフォンチルドレン?, Heddofon Chirudoren) è il sesto album della band giapponese The Back Horn, il quarto con una major.

## Tracce
1. Tobira (扉) – 4:50
2. Unmei Fukuzatsukossetsu (運命複雑骨折) – 4:12
3. Cobalt Blue (コバルトブルー, Kobaruto Burū) – 4:26
4. Hakaishi Fever (墓石フィーバー, Hakaishi Fībā) – 4:06
5. Yume no Hana (夢の花) – 4:36
6. Tabibito (旅人) – 4:48
7. Pappara (パッパラ) – 3:45
8. Shanghai Rhapsody (上海狂騒曲) – 3:44
9. Headphone Children (ヘッドフォンチルドレン, Heddofon Chirudoren) – 5:57
10. KIZUNA Song (キズナソング, Kizuna Songu) – 6:00
11. Kiseki (奇跡） – 5:26

Durata totale: 51:50